# Бродский, Всеволод Яковлевич
Всеволод Яковлевич Бродский (род. 1928) — биолог и педагог, лауреат премии имени И. И. Мечникова (1972).

## Биография
Родился 4 августа 1928 года в семье врачей.
В 1951 году — окончил кафедру цитологии и гистологии биолого-почвенного факультета МГУ, и был направлен в лабораторию биотерапии рака, где проработал недолго (до реформирования лаборатории в том же году). 
В дальнейшем не мог найти постоянную работу по специальности из-за так называемого «пятого пункта».
В 1954 году - был принят на должность младшего научного сотрудника в лабораторию гистологии Института морфологии животных (ИМЖ) имени А. Н. Северцова АН СССР, руководителем которой был учёный-гистолог, член-корреспондент АН СССР Г. К. Хрущов. Под его началом вел самостоятельные исследования, разрабатывая методы количественной цитохимии. Первый в Советском Союзе внедрил методы цитоспектрофотометрии и интерференционной микроскопии в биологические исследования.
В 1956 году — защитил кандидатскую диссертацию, тема: «Опыт количественного цитохимического исследования нуклеиновых кислот в нервных клетках».
В 1964 году (после кончины Г. К. Хрущова) - возглавил его лабораторию, а в 1967 году, когда ИМЖ был разделен на два Института, лаборатория была реорганизована, стала называться лабораторией цитологии и вошла в состав Института биологии развития имени Н. К. Кольцова, и заведовал ею до 2007 года.
В 1965 году — защитил докторскую диссертацию, тема: «Клеточное ядро и физиологическая регенерация протоплазмы».
В 1967 году — присвоено учёное звание профессора.
С 1962 по 1972 годы — заведующий кафедрой цитологии и гистологии биолого-почвенного факультета МГУ.

## Научная деятельность
Область научных интересов: цитология и гистология.
Впервые показал широкое распространение полиплоидных клеток в тканях животных и человека, выяснил механизмы полиплоидизации, изучил свойства полиплоидных клеток, раскрыл значение полиплоидии как способа онтогенетического роста ряда тканей и органов, а также регенерации органов, определил значение полиплоидии в гистофизиологии и патологии. 
Открыл существование околочасовых (ультрадианных) ритмов клеточных функций, впоследствии описанных в работах многих лабораторий и найденных в клетках не только млекопитающих, но и других животных, простейших и бактерий. Разработал методы цитофотометрии и интерферометрии. 
В 50-е годы ввел в практику отечественных исследований количественные цитохимические методы, цитоспектрофотометрию и микроинтерферометрию. Совместно с сотрудниками Государственного оптического института эти методы были усовершенствованы, значительно повышена точность, скорость и надежность измерений.
С 1969 года занимался разработкой методов и конструированием аппаратуры для количественного цитохимического анализа. 
В последние годы вместе с сотрудниками исследует межклеточные взаимодействия, механизмы кооперативной работы клеточной популяции.
Редактор-консультант БСЭ, член редколлегии журналов «Цитология», «Онтогенез» и «Europ. J. Histochemistry».
Читал лекции в Московском и Ленинградском университетах, а также в университетах Софии и Праги. Под его руководством выполнено более 10 докторских и свыше 30 кандидатских работ.
Автор более 250 научных работ.

### Наиболее значимые труды
- Монография «Трофика клетки» (1966)
- Бродский В. Я., Урываева И. В. Клеточная полиплоидия. М.: Наука, 1981; Brodsky V.Ya., Uryvaeva I.V. Genome Multiplication in Growth and Development. Cambridge: Univ. Press, 1985
- Brodsky V.Y. Direct cell-cell communication. A new approach derived from recent data on the nature and self-organization of ultradian (circahoralian) intracellular rhythms // Biol. Rev. Cambridge Phy-los. Soc. 2006. V. 81. P. 143—162

## Награды
- Премия имени И. И. Мечникова (1972) — по совокупности работ, включающей монографию «Трофика клетки» и серию публикаций по физиологии клетки
- Медаль имени Я. Пуркине (АН ЧССР, 1988)
- Заслуженный деятель науки Российской Федерации (1999)
- Благодарность Президента Российской Федерации (5 января 2025) — за заслуги в научной деятельности и многолетнюю добросовестную работу[1]